# Sinanpaşa
Sinanpaşa heißt seit 1948 eine Stadt (Belediye) und seit 1953 ein Landkreis in der türkischen Provinz Afyonkarahisar. Sinanpaşa hieß zuvor Sincanlı und liegt etwa 30 Kilometer westlich der Provinzhauptstadt Afyonkarahisar. Die Stadt ist die zweitgrößte im Landkreis und beherbergt über neun Prozent der Kreisbevölkerung. Sie gliedert sich in acht Mahalle (Stadtviertel). 
Der Landkreis liegt westlich des Zentrums der Provinz. Er grenzt im Nordosten an den zentralen Landkreis, im Südosten an Şuhut, im Südwesten an Sandıklı und Hocalar und im Nordwesten an die Provinzen Uşak und Kütahya. Durch den Landkreis verläuft von Westen nach Osten, etwa fünf Kilometer nördlich der Kreisstadt, die Europastraße 96 von Izmir nach Sivrihisar. Nördlich der Straße fließt der Fluss Akarçay (Bacak Deresi). Er wird neun Kilometer nördlich von Sinanpaşa zum Stausee Akdeğirmen Barajı (auch Düzağaç Barajı) aufgestaut und mündet weiter östlich in den See Eber Gölü.

Der Landkreis besteht neben der Kreisstadt aus zehn weiteren Kleinstädten/Gemeinden (Belediye):
| Belediye    | Einwohner | Mahalle | Bürgermeister (Partei) |
| ----------- | --------- | ------- | ---------------------- |
| Ahmetpaşa   | 0002830   | 0006    | Eyüp Yakan (MHP)       |
| Akören      | 0003014   | 0003    | Hacı Candan (AKP)      |
| Düzağaç     | 0002105   | 0004    | Muammer Işıklı (AKP)   |
| Güney       | 0002187   | 0005    |                        |
| Kılıçarslan | 0002723   | 0004    | Halil Çelebi (MHP)     |
| Kırka       | 0002051   | 0004    | Bekir Uykan (MHP)      |
| Küçükhüyük  | 0001864   | 0005    | Necip Nergiz (BBP)     |
| Serban      | 0001460   | 0006    | Vedat Köse (MHP)       |
| Taşoluk     | 0003569   | 0006    | Hüseyin Çalış (AKP)    |
| Tınaztepe   | 0002791   | 0006    | Adem Yetişkin (AKP)    |

Darüber hinaus existieren im Landkreis noch 24 Gemeinden (Köy) mit einer Durchschnittsbevölkerung von 426 Einwohnern. Drei der Dörfer haben mehr als 1000 Einwohner: Kınık (1143 Einwohner), Garipce (1120) und Tokuşlar (1032). Weitere sechs Dörfer haben mehr als der Durchschnitt Einwohner. Der städtische Bevölkerungsanteil liegt bei über 73 Prozent.